# New York chiama Superdrago
New York chiama superdrago è un film del 1966 diretto da Giorgio Ferroni.

## Trama
Il "Syncon 2", una droga sintetica che annulla la volontà, è l'arma attraverso la quale l'organizzazione capeggiata dal folle miliardario Fernando Lamas, sogna di conquistare il mondo. Per testarne gli effetti, i criminali scelgono come prime cavie gli studenti di un prestigioso college americano: se i giovani cadranno - come si spera - vittime della manipolazione mentale, niente potrà impedire la formazione di una futura classe dirigente capace di influenzare in maniera autodistruttiva le scelte politiche e militari delle grandi potenze. Il complotto viene scoperto per caso da Bryan Cooper, agente segreto Superdrago, che insospettito dalla morte di un collega, rinviene un comunissimo chewing-gum trattato con la misteriosa droga. Partendo da questo labile indizio, Superdrago individua ad Amsterdam il quartier generale della banda e prende pienamente atto della pericolosità del disegno eversivo: nei laboratori di Lamas, infatti, scienziati di grande talento stanno ultimando gli studi per diffondere la droga a livello mondiale, mescolandola con le più svariate bevande e propagandola anche in forma di gas...
Fantaspionaggio di serie B, diretto senza convinzione da Giorgio Ferroni, regista del più apprezzato Il mulino delle donne di pietra. La sceneggiatura, poco brillante nello svolgere l'azione, propone comunque qualcosa di nuovo affiancando il prevedibile Super Dragon (interpretato da Ray Danton, star hollywoodiana in declino, ma, all'epoca, ancora popolare) con l'aiutante Baby Face (Jesse Hahn), geniale inventore autodidatta nonché ex detenuto a Sing Sing, e adesso definitivamente conquistato alla causa della giustizia. Il film è stato distribuito anche con i seguenti titoli: New York appelle Superdragon, Hollenjagd Auf Heisse Ware, La guerra de los espias, Secret Agent Super Dragon, Super Dragon.